# کنف لایی

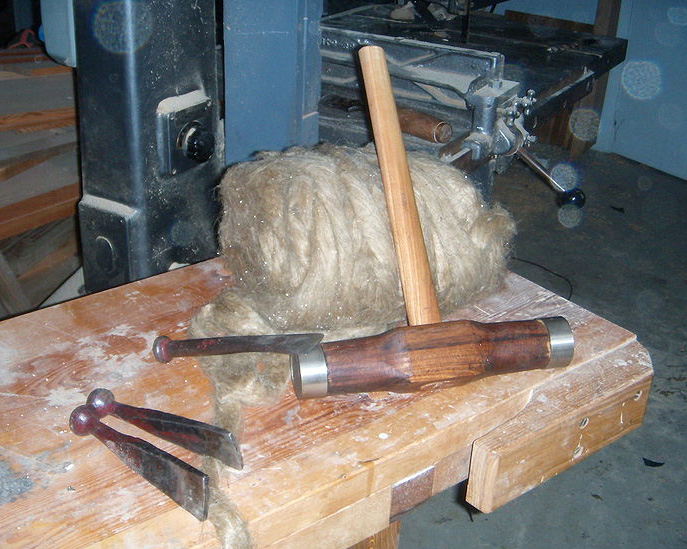
کنف لایی و ابزار درزبندی.

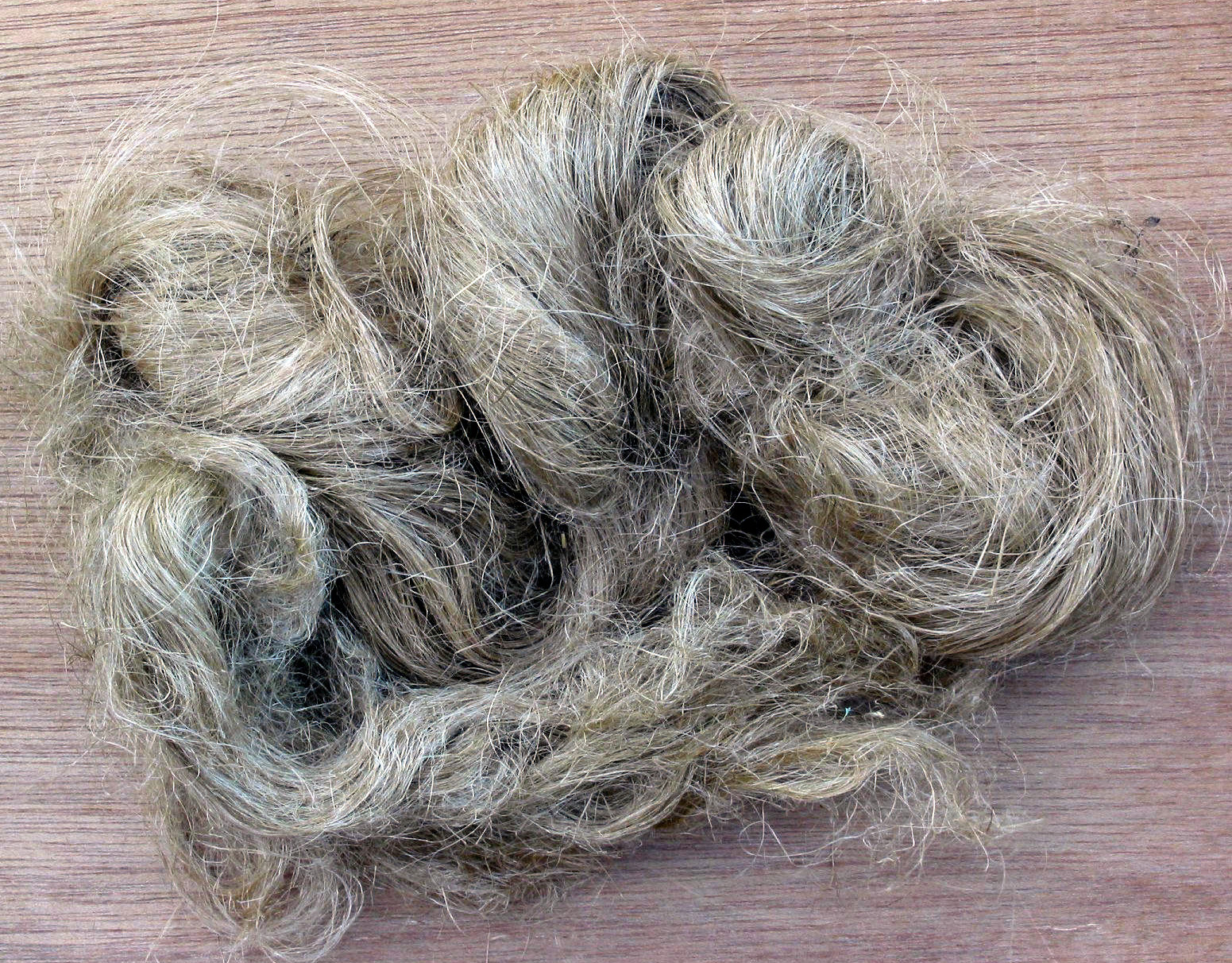
رشته‌های کنف.

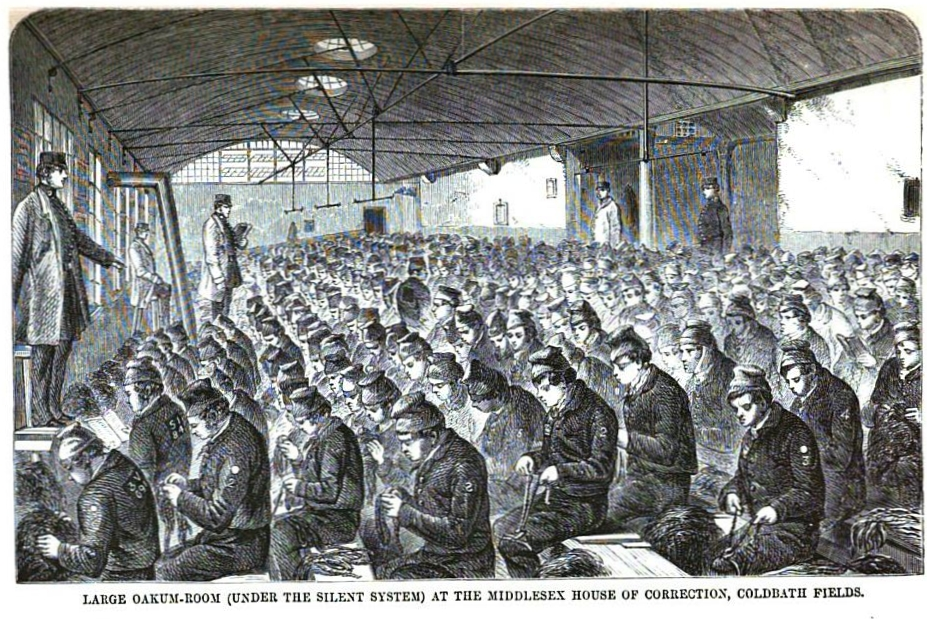
زندانیان در حال رشته کردن طناب‌های کنفی در زندان «کولدبَث فیبدز» در لندن.

کَنَفِ لایی به الیاف کنفی قیراندودی گفته می‌شود که در آب‌بندی شکاف‌ها، درزهای کشتی یا اتصالات لوله‌ها استفاده شود. کاربردهای سنتی اصلی آن در کشتی‌سازی، برای درزبندی یا بستن اتصالات الوار و تخته عرشه کشتی‌های آهنی و فولادی بود. در کشتی‌سازی سنتی، کنف لایی را به اسکنه فلزی و چکش به درون درزها می‌فشردند و سپس بر روی آن قیر داغ می‌ریختند. در لوله‌کشی، برای آب‌بندی مفاصل چدنی و در کلبه‌های چوبی برای پر کردن چفت بین الوارها استفاده می‌شود.

## تاریخ
کنف لایی زمانی از طناب‌ها و بندهای قیراندود کهنه بازیافت می‌شد، که آن‌ها را با دشواری رشته به رشته از هم باز می‌کردند تا دوباره به صورت الیاف کنف دربیاید.
این کار، یعنی رشته کردن، در قدیم در بخش‌هایی از اروپا مشغله‌ای رایج در زندان‌ها و کارگاه‌ها بود، و افراد جوان یا پیر و ناتوانی را که برای کار سنگین‌تر مناسب نبودند، به رشته کردن می‌گماشتند. ملوانان خطاکار نیز اغلب به عنوان مجازات به رشته کردن طناب کنف محکوم می‌شدند و هر فرد مجبور می‌شد ۱ پوند (۴۵۰ گرم) طناب را در روز رشته کند که کاری کُند و خسته‌کننده برای شست و انگشتان کارگر بود.
امروزه رشته‌های فیبری مورد استفاده در لایی‌کوبیدن کنف در گیاه کنف یا چتایی می‌آید. در لوله‌کشی و کاربردهای دریایی، الیاف با قیر یا ماده‌ای شبیه قیر، به‌طور سنتی شیره کاج که به آن قیر استکهلم نیز می‌گویند، آغشته می‌شوند. این قیر کهربایی‌رنگ از شیره درخت کاج گرفته می‌شود. فرآورده‌های فرعی نفتی قیر مانند نیز می‌توانند برای کنف‌های لایی امروزی استفاده شوند. «کنف لایی سفید» از مواد قیری نشده ساخته می‌شد و عمدتاً برای درزبندی بین آجر و سنگ‌تراش در ساخت خانه‌ها و ساختمان‌های قبل از جنگ جهانی دوم استفاده می‌شد، زیرا رطوبت‌گیر خوبی بودو.

## لوله‌کشی
از کنف لایی می‌توان برای آب‌بندی زهکشی لوله‌های چدنی استفاده کرد. پس از تنظیم لوله‌ها، کارگران کنف را در محل اتصال وارد می‌کنند، سپس بر این پیوندگاه سرب مذاب می‌ریزند تا یک مهر و موم دائمی ایجاد شود. رشته کنف متورم می‌شود و مفصل را می‌بندد، «قطران» موجود در کنف لایی از پوسیدگی جلوگیری می‌کند و سرب مفصل را از نظر فیزیکی سفت نگه می‌دارد. کنف لایی موجود در مفاصل زنگوله‌ای چدنی ممکن است حاوی پنبه نسوز باشد. امروزه روش‌های مدرن مانند درزگیر لاستیکی (مثلاً واشر یا اورینگ) رایج‌تر است.